# Языки Сан-Томе и Принсипи
Официальным языком Сан-Томе и Принсипи является португальский, которым в той или иной степени владеют 95 % населения, в основном как вторым.
Основным разговорным языком является нижнегвинейский креольский язык (на основе португальского), три диалекта которого представлены в основном в этой стране:
- форру (сан-томийское наречие; Forro, Sãotomense) — основной язык населения о. Сан-Томе, 130 тыс., 85 % населения страны;
- анголар (нгола; Angolar, Ngola, N’góla) — распространено на юге о. Сан-Томе (9 тыс.) среди потомков рабов из Анголы; 3 %;
- принсипийское наречие (Principense, Lunguyê) — о. Принсипи (ок. 4500 чел.).

Нижнегвинейский язык не имеет стандартной орфографической нормы, в быту письменность ориентируется на португальское написание.
Французский язык также преподаётся в школе, так как это государство соседствует с франко-язычными странами и является членом Франкофонии.